# Anna Hakobjan

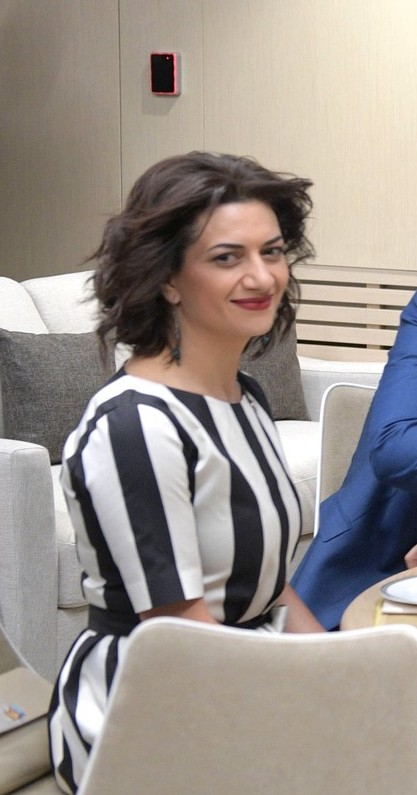
Anna Hakobjan (2018)

Anna Hakobjan (armenisch Աննա Վաչիկի Հակոբյան, englisch Anna Hakobyan, * 1. Februar 1978 in Jerewan, Armenische SSR, Sowjetunion) ist eine armenische Journalistin, Stiftungsvorsitzende, ehemalige Chefredakteurin und die Ehefrau des armenischen Premierministers Nikol Paschinjan.

## Werdegang

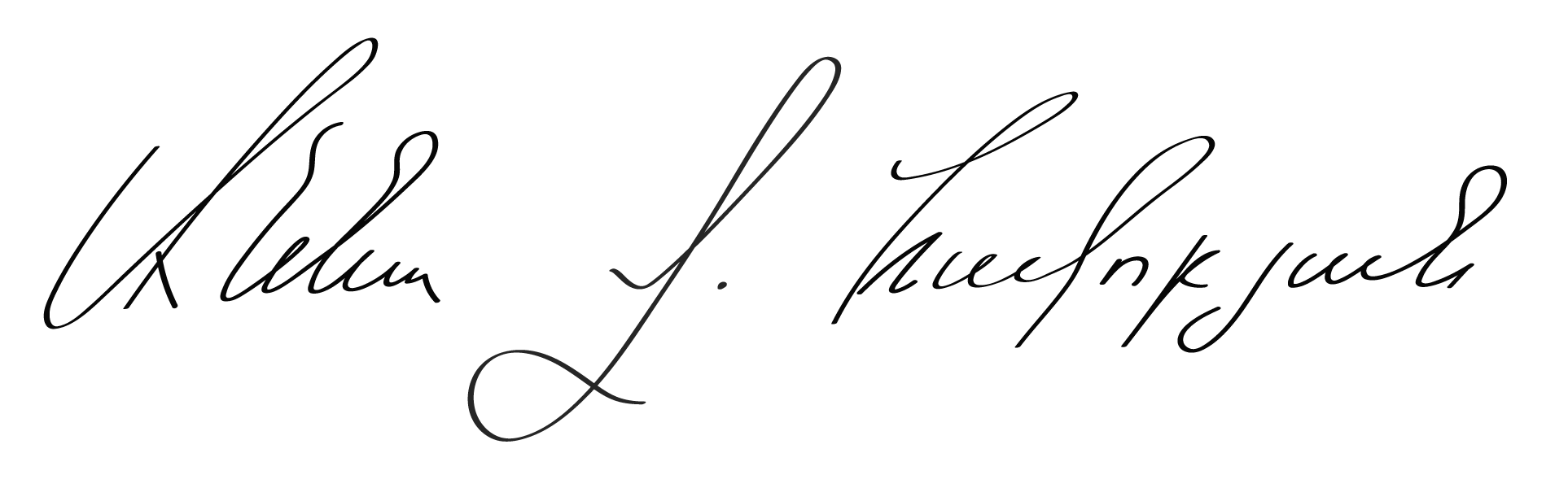
Hakobjans Unterschrift

Hakobjan studierte an der Fakultät für Journalismus der Staatlichen Universität Jerewan und absolvierte zwischen den Jahren 2000 und 2001 Kurse der American University of Armenia.
Zwischen 2003 und 2008 arbeitete Hakobjan als Journalistin bei der Tageszeitung "Haykakan Zhamanak" ("Armenische Zeiten") dessen Chefredakteurin sie im Jahr 2013 wurde und dies bis 2018 blieb. Als ihr Ehemann Nikol Paschinjan, Politiker und Protestführer während der sogenannten Samtenen Revolution von 2018, im Mai 2018 erstmals zum Premierminister ernannt wurde (Kabinett Paschinjan I), wurde Hakobjan damit zur "First Lady" des Landes. In dieser Funktion begleitet sie ihren Ehemann Paschinjan bisweilen auch bei Auslandsreisen, so etwa nach Deutschland im März 2023. Sie führt jedoch auch allein diplomatische Besuche durch. Politisch besonders brisant war ihr offizieller Besuch in der Ukraine während des Russisch-Ukrainischen Krieges im September 2023, bei welcher sie Hilfsgüter für das Land übergab, da dies Russland provozierte, von dem Armenien wirtschaftlich und politisch sehr abhängig ist. Der armenische Botschafter in Moskau, Wagharschak Harutjunjan, wurde daraufhin ins russische Außenministerium bestellt und dafür zurechtgewiesen.
Im Bereich des Stiftungswesens ist sie seit 2018 aktiv. Zwischen 2018 und 2020 war sie Vorsitzende der wohlfahrtlichen Stiftung "City of Smile". Ebenfalls seit 2018 ist sie die Gründungsvorsitzende der "My Step Foundation".

## Familie
Hakobjan ist mit Nikol Paschinjan, armenischer Premierminister seit 2018, verheiratet und ist Mutter von drei Töchtern und einem Sohn.